# Brotterode
Brotterode – dzielnica miasta Brotterode-Trusetal w Niemczech, w kraju związkowym Turyngia, w powiecie Schmalkalden-Meiningen.
Do 30 listopada 2011 Brotterode było samodzielnym miastem, które dzień później zostało wcielone do gminy Trusetal, tworząc jednocześnie nowe miasto Brotterode-Trusetal.
W dzielnicy znajduje się skocznia narciarska Inselbergschanze.

## Współpraca
Miejscowości partnerskie:
- Bad Vilbel, Hesja
- Saint-Martin-le-Vinoux, Francja